# John S. Pemberton
John Stith Pemberton (født 8. januar 1831, død 16. august 1888) var krigsveteran og en amerikansk farmaceut, og er bedst kendt for at være opfinderen af Coca-Cola, som i hans levetid kun blev brugt til medicinske formål.

## Opvækst
Pemberton var søn af James Clifford Pemberton (født 1803 i North Carolina) og Martha L. Gant (født 1791 i Virginia). Begge født i nærheden af Knoxville, Georgia, USA. Pemberton, flyttede som lille, sammen med sin familie til den større by Columbus, Georgia, USA
Pemberton var nevø af John C. Pemberton, general i sydstatshæren, og den øverstkommanderende i 1863 på Vicksburg, Mississippi.

## Opfindelse af Coca-Cola
I april 1865 blev Pemberton såret i slaget ved Columbus, Georgia, og som mange sårede veteraner blev han afhængig af morfin. Efter krigen Pemberton blev farmaceut ved Eagle Drug & Chemical Company i Columbus. Han søgte efter en kur mod denne afhængighed, og begyndte at eksperimentere med coca og coca vine, og skabe efterhånden sin egen version af Vin Mariani, der indeholder Kolanødder og Damiana (Turnera diffusa), som han kaldte Pemberton's French Wine Coca. (Pembertons franske Vin Coca).